# Plataea diva
Plataea diva är en fjärilsart som beskrevs av George Duryea Hulst 1896. Plataea diva ingår i släktet Plataea och familjen mätare. Inga underarter finns listade i Catalogue of Life.